# Escuela Superior de Deportes de Alemania
La Escuela Superior de Deportes de Alemania (en alemán, "Deutsche Sporthochschule") es la única universidad dedicada a los deportes y ciencias afines en la RFA. Fue fundada en 1947 con sede en la ciudad de Colonia y cuenta actualmente con más de 5000 estudiantes y 19 institutos de investigación.

## Historia
La institución fue fundada en 1946 por resolución del Consejo de Educación Zonal de las zonas de ocupación británica y estadounidense. Su primer rector, Carl Diem, asumió el cargo en 1947 y lo ejerció hasta su muerte en 1962. Su concepto se orientaba a una profesión "corporal, espiritual, moral y artística": las cuatro columnas de su emblema representan lo fuerte, lo verdadero, lo bueno y lo bello.

## Institutos
- Instituto de terapia del movimiento, prevención y rehabilitación.
- Instituto de ciencias neurológicas del movimiento.
- Instituto de gerontología deportiva y del movimiento.
- Instituto de bioquímica
- Instituto de biomecánica y ortopedia.
- Instituto de desarrollo deportivo europeo e investigación del tiempo libre.
- Instituto de investigaciones cognitivas y del juego deportivo.
- Instituto de comunicación e investigación de los medios.
- Instituto de cardiología y medicina deportivas.
- Instituto de deporte natural y ecología.
- Instituto de pedagogía y filosofía.
- Instituto de fisiología y anatomía.
- Instituto de psicología.
- Instituto de deportes escolares y desarrollo escolar.
- Instituto de historia del deporte.
- Instituto de economía y gestión deportiva.
- Instituto de sociología del deporte.
- Instituto de danza y cultura del movimiento.
- Instituto de ciencias del entrenamiento e informática deportiva.

- Datos: Q315229
- Multimedia: Deutsche Sporthochschule Köln / Q315229